# Русінов Денис Юрійович
Дени́с Ю́рійович Русінов (Русинов) — український військовий, капітан.
У серпні 2014 року указом Президента України за особисту мужність і героїзм, виявлені у захисті державного суверенітету та територіальної цілісності України під час російсько-української війни, нагороджений орденом «За мужність» 3 ступеня.

## Джерело
- Указ Президента [Архівовано 2 квітня 2017 у Wayback Machine.]